# Stefano Cembali
Stefano Cembali (Lugo, 16 september 1967) is een Italiaans voormalig professioneel wielrenner.

## Belangrijkste overwinningen
1996
- Clásica Alcobendas